# Павлов, Евгений Степанович
Евге́ний Степа́нович Па́влов (укр. Євген Степанович Павлов; род. 12 марта 1991, Севастополь) — украинский футболист, нападающий сербского клуба «Железничар» из Панчево.

## Карьера

### Клубная
С 2003 года по 2008 год выступал в детско-юношеской футбольной лиге Украины за луцкую «Волынь». В сезоне 2005/06 сыграл 6 матчей и забил 1 мяч в молодёжном первенстве Украины. В основном составе «Волыни» дебютировал 20 марта 2007 года в домашнем матче против киевской «Оболони» (2:1), Павлов вышел на 58 минуте вместо Романа Каракевича, на 78 минуте Евгений забил гол в ворота Алана Дзуцева. В сезоне 2009/10 в Первой лиге Павлов забил 11 мячей в 19 матчах, став седьмым бомбардиром в турнире. «Волынь» в этом сезоне заняла второе место, уступив лишь «Севастополю» и вышла в Премьер-лигу.
В Премьер-лиге дебютировал 10 июля 2010 года в домашнем матче против полтавской «Ворсклы» (0:4), Павлов вышел на 60 минуте вместо Стевана Рачича. 31 июля 2010 года в выездном матче против запорожского «Металлурга» (1:0), Павлов забил гол на 45 минуте в ворота Дмитрия Безотосного. Этим голом Павлом принёс первые три очка в Премьер-лиге и забил первый гол «Волыни» в турнире.
Летом 2011 года побывал на просмотре в бельгийском «Генке». В товарищеском матче против «Лиона», Павлов отметился забитым голом. В итоге с «Генком» он не подписал контракт и вернулся обратно в «Волынь». Летом 2013 года покинул «Волынь».
1 августа 2014 года подписал годичный контракт с саратовским «Соколом». В команде Евгений заявлен под номером 18.
В январе 2015 года нападающий перешёл в сербский клуб «Младост».
В конце августа 2015 подписал трёхлетний контракт с венгерским клубом «Вашаш».

### В сборной
В юношеской сборной Украины до 17 лет провёл 3 матча. В юношеской сборной Украины до 19 лет дебютировал 30 сентября 2008 года в выездном матче против Франции (1:3), в этом матче Павлов отметился забитым голом.

## Достижения
- Серебряный призёр Первой лиги Украины: 2009/10

## Личная жизнь
Отец Степан Степанович Павлов (род. 1956) работал помощником Виталия Кварцяного в «Волыни». В прошлом он играл за крымские клубы — «Таврия» и «Чайка» и луцкую «Волынь».